# بييت كور
بييت كور (بالهولندية: Piet Keur)‏ (20 ديسمبر 1960 بزانتفورت في هولندا - ) هو لاعب كرة قدم هولندي في مركز الهجوم. شارك مع منتخب هولندا لكرة القدم. أما مع النوادي، فقد لعب مع إي زد ألكمار وتفينتي أنشخيدة وفاينورد ونادي هارلم ونادي هيرنفين وSV SVV ‏.